# Giovanni da Procida
Giovanni da Procida (Salerno, 1210 – Roma, 1298) fu un medico della Scuola Salernitana, diplomatico e uomo politico legato alla dinastia sveva degli Hohenstaufen e uno dei familiares di Manfredi. Dopo la caduta della dinastia sveva, fu uno dei protagonisti dei Vespri Siciliani.

## Biografia
Membro della famiglia nobiliare dei da Procida, signori dell'isola omonima dal XII al XIV secolo, era il terzo con questo nome (Giovanni III da Procida), figlio primogenito di Giovanni II da Procida e Clemenza Logoteta. Probabilmente la sua dimora può essere individuata nel Palazzo Fruscione di Salerno. Fu tra i consiglieri di Federico II di Svevia, da cui si vide affidare l'educazione del giovane Manfredi.
Si trovò al fianco di Manfredi fino alla disfatta di Benevento del 1266 dopo la quale, costretto alla fuga, cominciò a viaggiare tra le corti di tutta Europa al fine di dispiegare una grande opera diplomatica finalizzata al ritorno della dinastia sveva sui troni di Napoli e Sicilia e alla cacciata degli Angioini dalla penisola italiana. Ciò lo fece divenire uno dei principali avversari di Carlo I d'Angiò nei due decenni successivi.
Fu particolarmente attivo a Roma, a Costantinopoli e in Aragona, dove offrì per lungo tempo i suoi servigi al re Giacomo I d'Aragona e in seguito a suo figlio Pietro III d'Aragona che, avendo sposato Costanza di Hohenstaufen, era tra l'altro anche genero di Manfredi. Fu quindi tra i principali organizzatori e animatori dei Vespri Siciliani e della guerra che ne seguì, così come fautore dell'intervento di Pietro d'Aragona in Sicilia. Il 2 febbraio 1283 fu nominato Gran Cancelliere di Sicilia, pur continuando, nonostante l'età, la sua frenetica attività diplomatica tra le diverse corti d'Europa.
Fu in un'ennesima missione diplomatica che Giovanni da Procida morì, a Roma, nel 1298, all'età di ottantotto anni.
Il giudizio storico sulla sua figura, nei secoli successivi, fu spesso controverso: diversi storici, in particolare di parte guelfa, lo videro a lungo come un mero "cospiratore contro l'autorità costituita". Nonostante ciò, a partire dal XIX secolo la sua figura è stata sempre più riabilitata, figurando in tali giudizi come uno dei primi uomini politici e diplomatici nel senso "moderno" del termine.
Nel 1830 Giovanni Battista Niccolini gli dedicò una sua tragedia, inizialmente censurata per il contenuto giudicato di propaganda risorgimentale. È inoltre uno dei personaggi de I vespri siciliani (titolo originale: Les vêpres siciliennes), grand opéra in francese di Giuseppe Verdi (libretto di Eugène Scribe e Charles Duveyrier), la cui prima rappresentazione si ebbe all'Opéra di Parigi il 13 giugno 1855. Giovanni da Procida canta nel registro di basso; la sua aria, con cui si apre il II atto dell'opera, "O tu, Palermo" è stata cantata da tutti i più grandi bassi.

## Leggende

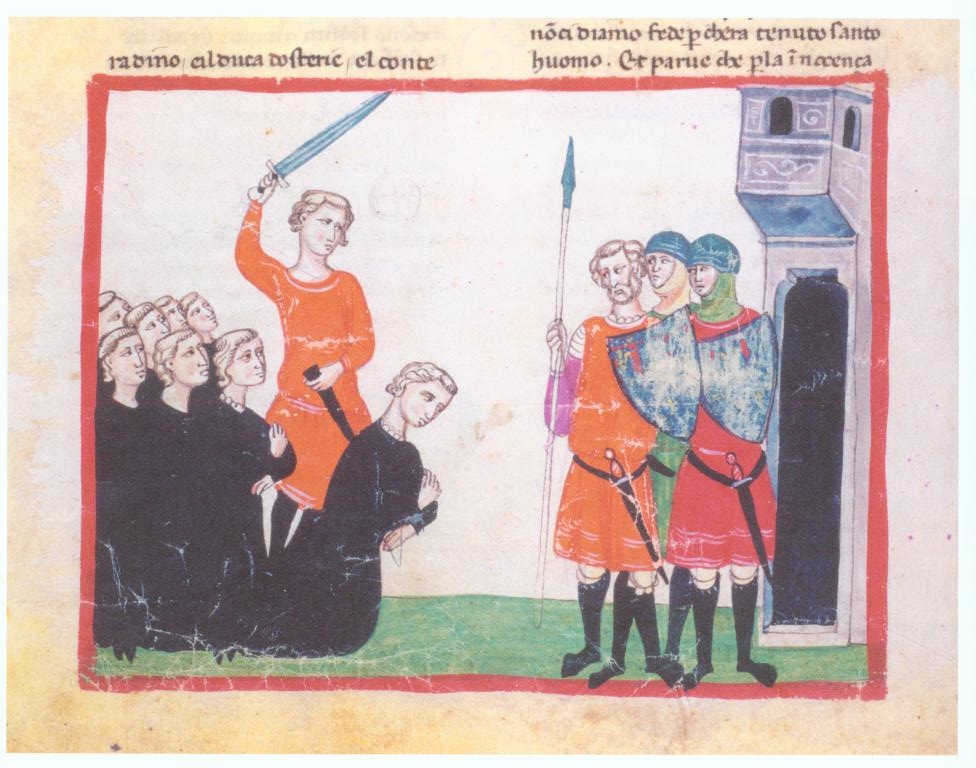
Illustrazione della decapitazione di Corradino nella Nova Cronica di Giovanni Villani

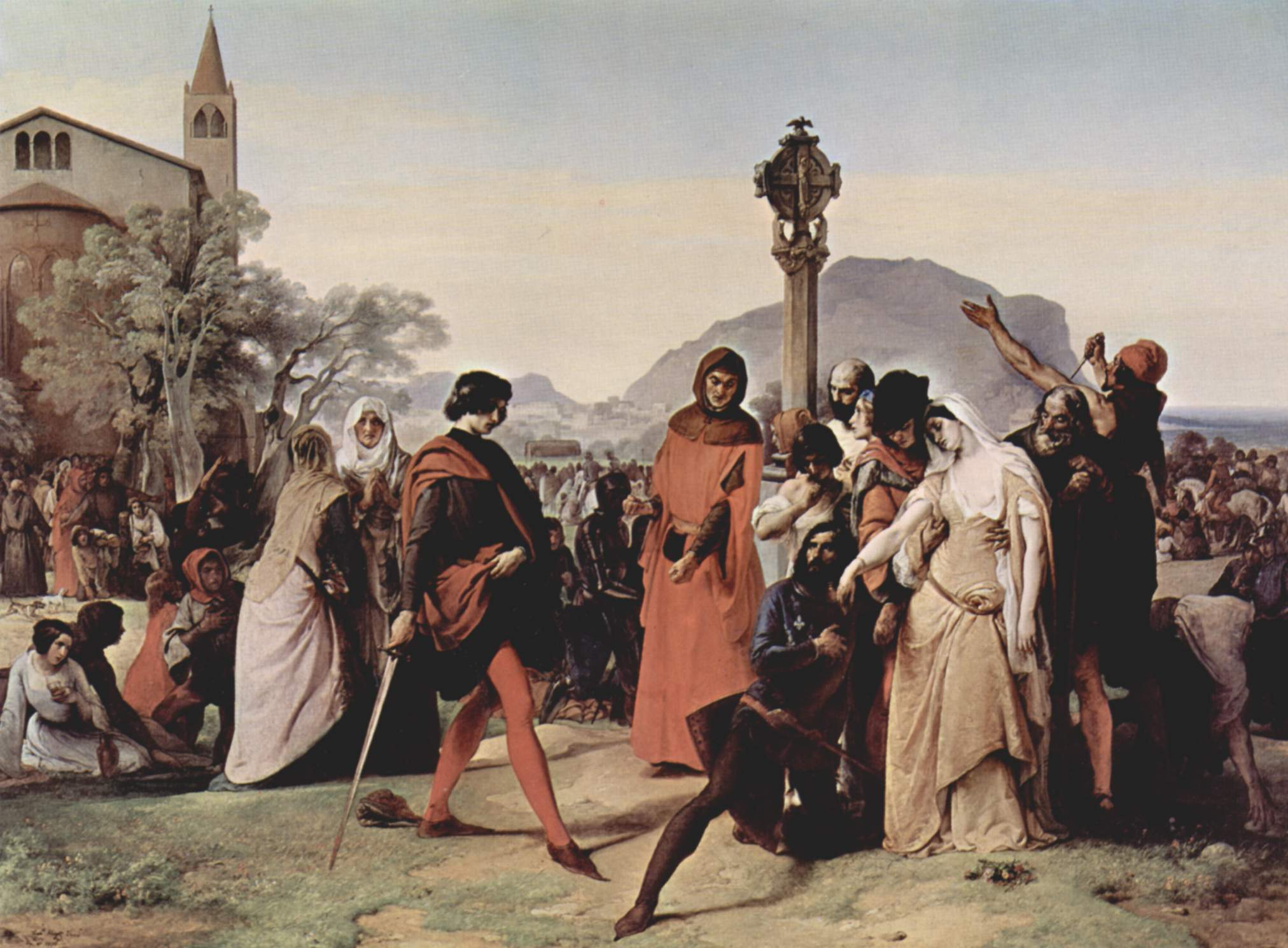
Drouet trafitto dalla spada viene ucciso, da I Vespri siciliani di Francesco Hayez.Roma, Galleria nazionale d'arte moderna

- Secondo una leggenda, si trovò in incognito, a Napoli, il 29 ottobre del 1268, mentre veniva decapitato Corradino di Svevia e riuscì a raccogliere il "guanto di sfida" che il giustiziato avrebbe lanciato dal patibolo tra la folla poco prima di morire. Questa leggenda fu ripresa da Aleardo Aleardi che la inserì in un canto dedicato a Corradino:

Sulla livida folla; e non fu scorto

Chi ‘l raccogliesse. Ma nel dì segnato

Che da le torri sicule tonaro

Come Arcangeli i Vespri; ei fu veduto

Allor quel guanto, quasi mano viva,

Ghermir la fune che sonò l'appello

Dei beffardi Angioini innanzi a Dio.»
(Aleardo Aleardi, Il monte Circello)
- Secondo un'altra leggenda, meno nota, Giovanni avrebbe organizzato l'incidente fra Drouet e la nobildonna che fece scattare la prima scintilla della guerra del Vespro siciliano il 31 marzo 1282, lunedì dopo la Pasqua, sul sagrato della Chiesa del Santo Spirito, a Palermo. La nobildonna sarebbe stata Imelda, figlia di Giovanni, che sarebbe giunta appositamente da Napoli per provocare un incidente che permettesse di avviare la rivolta già organizzata dal padre[3].

## Opere
- Liber philosophorum moralium antiquorum[4]